# Julián Kartun
Julián Kartun (Villa Crespo, Buenos Aires; 7 de noviembre de 1983) es un actor, cantante, comediante y guionista argentino. Su debut televisivo se produjo en 1995 en el clásico programa de humor Magazine For Fai, y actúa profesionalmente desde entonces, además de ser la voz principal de la banda El Kuelgue desde 2004. También participó como actor secundario en películas argentinas tales como La última fiesta, Mamá se fue de viaje y Claudia, entre otras.

## Carrera
Es hijo del dramaturgo y director Mauricio Kartun y de la actriz Mónica Estévez. Debutó como actor a los 10 años en la obra teatral Rebelión en la granja, de Víctor Laplace. Kartun se inició tempranamente en la actuación, más precisamente, en la comedia tras integrar el personal del programa Cualca junto a Malena Pichot, Charo López, Julián Lucero y Julián Doregger, que comenzó como un segmento de Duro de domar conducido por Roberto Pettinato pero que luego logró su propio ciclo debido a su alta popularidad. Allí popularizó uno de los personajes más recordados como fue Caro Pardíaco y Andy Klinsman.
En la pantalla chica debuta en Magazine For Fai junto a Mex Urtizberea en 1995. También brilló como el amigo y músico del cantante Sandro en la serie Sandro de América y en el papel de Ramón, un protagonista de radionovela que termina contratado por la banda liderada por Aldo (Gonzalo Heredia) para realizar distintas imitaciones y engañar a los villanos en la telenovela Argentina, tierra de amor y venganza.
Desde el 2004 lidera El Kuelgue, una banda musical integrada por un grupo de amigos de la adolescencia que combina candombes con el free-style. En cine participó en películas como Vidrios (2013), La vida de alguien (2014), La última fiesta(2016), Finding Sofia (2016), Ojalá vivas tiempos interesantes (2017), Mamá se fue de viaje (2017), Eso que nos enamora (2018) y Claudia (2019). Además Trabajó de la mano de directores como Nico Casavecchia, Sebastián De Caro, Ezequiel Acuña, Ariel Winograd, entre otros. En 2023 interpretó a Luis Alberto Spinetta en la serie El amor después del amor. También tuvo un programa en la radio en línea, estudió producción de imagen y trabajó de productor de TV.
En septiembre de 2024 la Legislatura de la Ciudad Autónoma de Buenos Aires lo distinguió Personalidad Destacada de la Ciudad Autónoma de Buenos Aires en el ámbito de la cultura.

## Cine
- 2022: Lunáticos.
- 2021: Finde.
- 2019: Claudia.
- 2018: Eso que nos enamora.
- 2017: Veredas.
- 2017: Mamá se fue de viaje.
- 2017: Ojalá vivas tiempos interesantes.
- 2016: Finding Sofía.
- 2016: La última fiesta.
- 2016: Boy Scauts (cortometraje).
- 2016: Tarde (cortometraje)
- 2015: Historias Breves X: Una de esas noches (cortometraje).
- 2014: La vida de alguien.
- 2013: Vidrios.

## Televisión
- 2024: Susana Giménez
- 2023: El amor después del amor
- 2019: Otros pecados
- 2019: Argentina, tierra de amor y venganza.
- 2019: Guiso de confianza
- 2018: La caída
- 2018:  El lobista.
- 2018: Sandro de América.
- 2016: Bambalinas deportivas.
- 2016: Aventuras de corazón roto (voz)
- 2014-2015: Cualca.
- 2013: Por ahora
- 2012-2013: Duro de domar.
- 1995: Magazine For Fai.

## Teatro
- Rebelión en la granja.
- Absolutamente comprometidos.
- Noche de fresas.
- La Pilarcita.
- Caro Pardiaco + Charo López + Julián Lucero.
- Lucero - Kartun - López.
- Cumbres borrascosas.